# M8 (trattore d'artiglieria)
Il veicolo M8A1 cargo tractor fu l'ultimo veicolo cingolato destinato al traino di artiglierie utilizzato nell'esercito statunitense. Il veicolo veniva dalla serie degli High speed tractor, destinati a trainare le artiglierie dell'esercito con velocità tale da potere operare in ambito strategico. Il veicolo venne prodotto dopo la fine della seconda guerra mondiale in un numero limitato di esemplari.

## Lo sviluppo
Lo sviluppo di trattori ad alta velocità aveva mostrato l'utilità del traino cingolato per i pezzi di artiglieria, in particolare per quelli più pesanti, per cui non sempre era possibile realizzare veicoli ruotati con forza di trazione sufficiente. Tuttavia tutti i trattori prodotti fino a quel momento avevano una grande capacità di trazione, capacità di trasportare l'equipaggio dei pezzi, ma una capacità di carico utile estremamente limitata (in genere poche decine di colpi per il pezzo trainato). Per questo motivo, data l'elevata capacità fuori-strada dei mezzi cingolati, gli organi tecnici dell'esercito statunitense ritennero opportuno sviluppare un trattore cingolato con capacità di carico nettamente superiore a quella dei mezzi realizzati fino a quel momento.
Il primo tentativo fu effettuato nel 1949 partendo dalla struttura dell'M18 e del carro armato leggero M24, che condividevano la stessa meccanica, a cui fu tolta la torretta, sostituita da una struttura aperta superiormente, realizzando tre prototipi denominati T41, che portò al trasporto cingolato M39. Tuttavia dopo la fine della guerra si manifestò la necessità di avere un trasporto di maggiore capacità e di maggiore potenza, quindi venne realizzato un ulteriore prototipo (T42) usando la meccanica del carro M41. Da questo prototipo venne realizzato un veicolo di preserie M8E2 (il veicolo M8 è esistito solo sulla carta, come riferimento concettuale), provato sul terreno di Aberdeen (Maryland) nel corso del 1951 ed infine il veicolo di serie M8A1 cargo tractor.

## La tecnica
Esteriormente il veicolo si presentava come un camion su un telaio cingolato, con una cabina chiusa anteriore, in cui è ottenuto il vano motore, e posteriormente un piano di carico di notevole ampiezza. Sopra il sedile del passeggero era montato un anello M68 per il supporto di una mitragliatrice M2 da 12,7 mm.
Il motore era accoppiato ad un cambio automatico Allison CD-500-3 con due marce avanti ed una retromarcia, utilizzato anche per distribuire la potenza sui due cingoli, permettendo quindi al veicolo lo sterzaggio.
Le sospensioni erano a barre di torsione, con ammortizzatori sulle prime due e le ultime due ruote, che si accoppiavano a sei ruote gommate per lato, con una ruota motrice anteriore ed una ruota di rinvio posteriore. I cingoli tipo T91E3 erano larghi 533 mm, con un passo di 152 mm. Il sistema di appoggio dei cingoli era completato da quattro ruotini tendicingolo superiori.
Gli M8 destinati al trino del cannone contraerei M51 Skysweeper furono equipaggiati con una lama T8E4, potendo funzionare come bulldozer per creare le postazioni (che dovevano avere un piano orizzontale piuttosto preciso) per il cannone. In ogni caso nel manuale d'uso del mezzo era sconsigliato l'uso prolungato come bulldozer.In dotazione al veicolo, in quanto trattore di artiglieria, era previsto un verricello posteriore con capacità di 20 t.
Il modello M8A2 differiva solo per il motore, che era un Continental AOS-895-5, ad iniezione diretta della benzina ed aveva le stesse caratteristiche operative del modello M8A1
Ne furono prodotti 480 esemplari come M8A1 ed altrettanti come M8A2 nel periodo 1950 - 1955 dalla Allis Chalmers.

## Prestazioni
Il peso trainabile da parte di questi trattori era di 16 t, mentre il carico utile era di 7938 kg. Lo scomparto di carico poteva facilmente essere adattato al trasporto di qualsiasi tipo di munizioni.
Il movimento fuori strada era naturalmente molto semplificato nei confronti dei veicoli a ruote, la capacità di guado era di 1,06 m, la massima trincea superabile era di 2,13 m ed il gradino di 0,76 m. La massima pendenza laterale era del 30%.